# Herrenhaus Libnow

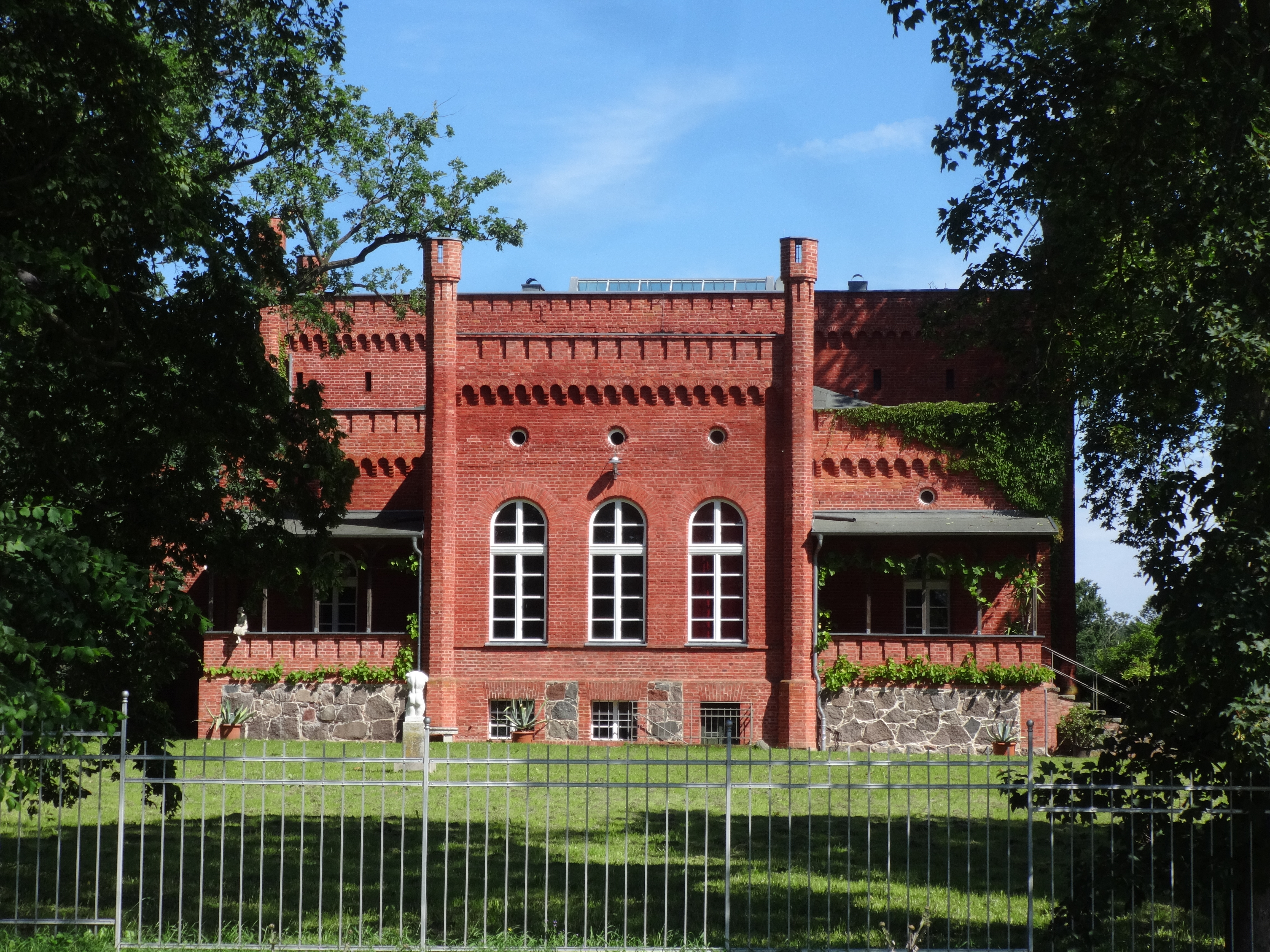
Herrenhaus Libnow

Das Herrenhaus Libnow ist ein denkmalgeschütztes Gebäude im Ortsteil Libnow der Gemeinde Murchin, Landkreis Vorpommern-Greifswald, in Mecklenburg-Vorpommern. Das Herrenhaus im neugotischen Tudorstil liegt unmittelbar nördlich der den Ort durchquerenden Bundesstraße 110.

## Geschichte

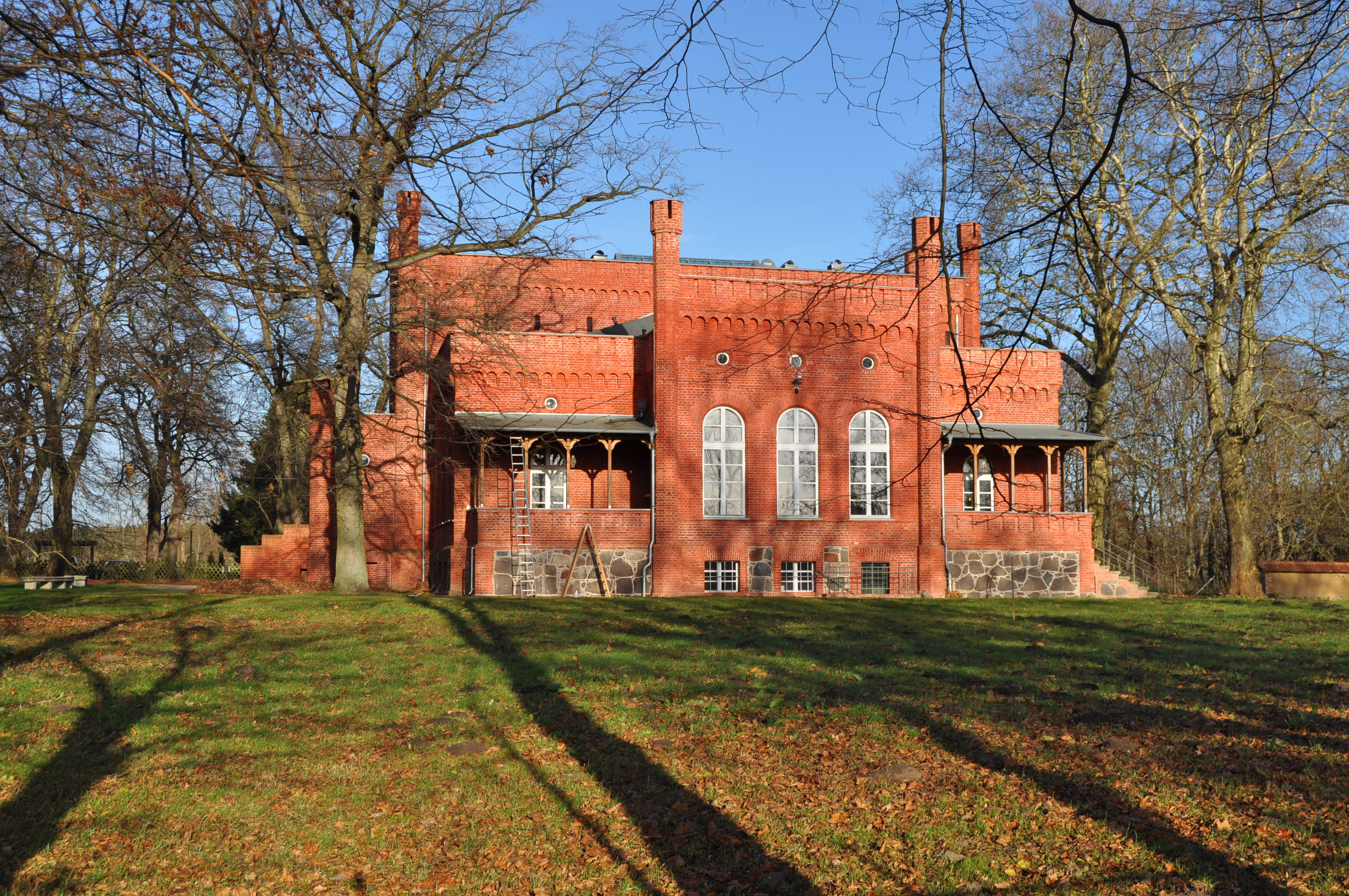
Südseite

1819 erwarb Johann Friedrich Homeyer (1792–1841), ein Sohn des gleichnamigen Wolgaster Reeders und Getreidehändlers, die Güter Murchin und Libnow. Nach seinem Tod erhielt dessen jüngerer Sohn Wilhelm (1828–1903) Libnow. 1862 ließ er das Herrenhaus durch den Anklamer Baumeister Drowatzky errichten. Nach dem Tod des 1865 geadelten Homeyers kam 1903 ein Herr von Sittmann in den Besitz Libnows. 1911 wurde ein Oskar Schmidt als Eigentümer genannt, zwei Jahre später der Augenarzt Paul Silex (1858–1929). Um 1914 hatte Rittergut Libnow einen Umfang von 564 ha, als Verwalter agierte Hermann Poeke. Ab 1922 gehörte das Gut den Brüdern Gustav und Ludwig Samson. Wegen ihrer jüdischen Abstammung wurden sie 1936 gezwungen, den Besitz zu verkaufen.
Der ostpreußische Gutsbesitzer Otto Hoene erwarb Libnow. 1939 weist das letztmals amtlich publizierte Güter-Adressbuch Pommern für das Rittergut 572 ha Fläche aus. Nach seinem Tod 1943 erbten seine Tochter Elisabeth respektive der Sohn Gerhard Hoene (1911–1956), verheiratet mit der Offizierstochter Christa von Hahnke (1912–1987), das Gut. Sie wurden nach der Besetzung der Region durch die Rote Armee im April 1945 enteignet und vertrieben. Nach dem Ende des Zweiten Weltkriegs wurden Flüchtlingsfamilien im Haus untergebracht.
In den 1970er Jahren erwarb der Textilreinigungsbetrieb VEB Edelweiß aus Magdeburg das Gut, der hier auch eine Nähwerkstatt betrieb. Für die Kinder der Betriebsangehörigen bestand bis 1989 ein Betriebsferienlager. 1990 übernahm die Treuhandanstalt das Herrenhaus. Das leerstehende Haus verfiel in den 1990er Jahren. 2000 kaufte das Ehepaar Quies und Lorenz das Gebäude. Sie sanierten das Gebäude und richteten eine Galerie und Kunsthandlung sowie eine Rahmenmanufaktur ein. 2008 wurden im Obergeschoss Ferienwohnungen fertiggestellt. Eine Druckwerkstatt befindet sich im Souterrain.

## Gebäude

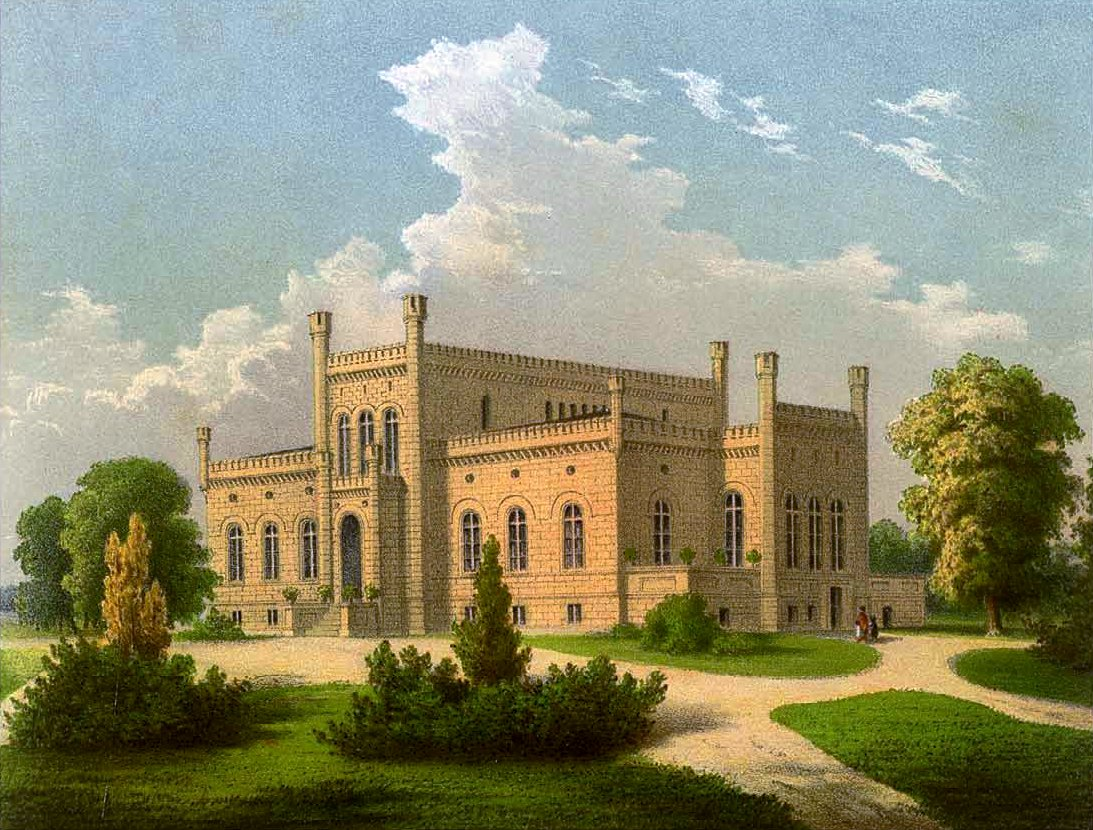
Libnow in der Sammlung Alexander Duncker 1857/58

Das Gebäude wurde historisierend als Backsteinbau auf einem Untergeschoss aus Feldstein errichtet. Die Hauptfassade ist neunachsig mit je drei Rundbogenfenstern an den Seiten sowie zwei kleineren Fenstern und einem Rundbogenportal im Mittelrisalit. Über den Rundbogenfenstern liegen kleine Okuli. Der westliche Eingangsbereich des zweigeschossigen Mittelrisalits ist eingeschossig um eine Achse vorgezogen und trägt einen Altan. Zu ihm führt eine Freitreppe. Die Kanten des Gebäudes sind, dem Neu-Tudorstil entsprechend, durch sechseckige, mit Zinnen bekrönte Eckpfeiler betont.
An Nord-, Ost- und Südseite befinden sich eingeschossige, dreiachsige Vorbauten. An der Südseite befinden sich zwei Loggien mit je einer Fensterachse seitlich des Vorbaus. Die südliche hat eine Freitreppe als Zugang zum Park.